# Carlos Dívar

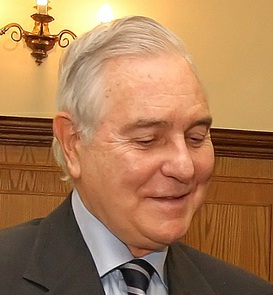
Carlos Dívar (2012)

José Carlos Dívar Blanco (* 31. Dezember 1941 in Málaga; † 11. November 2017 in Madrid) war ein spanischer Richter. 
Carlos Dívar war Präsident des Generalrats der rechtsprechenden Gewalt und damit verbunden auch Präsident des Obersten Gerichtshofes von September 2008 bis Juni 2012. Zuvor war er der Präsident der Audiencia Nacional de España (2001–2008), was ihn zum einzigen Richter Spaniens macht, der sowohl Präsident der Audiencia Nacional als auch des Obersten Gerichtshofes war. Im Juni 2012 trat er zurück als ein Skandal um die Veruntreuung öffentlicher Gelder seinerseits bekannt wurde. Divar hatte mehrere ungenehmigte Wochenendausflüge nach Marbella gemacht, welche mit öffentlichen Finanzmitteln bezahlt worden waren. Die Staatsanwaltschaft des Obersten Gerichtshofes bezeichnete seine Handlungen nicht als illegal, doch durch die nachhaltige Schädigung seines Rufes und die schlechte öffentliche Meinung von ihm wurde er zum Rücktritt gezwungen.